# Nikkoaspis sasae
Nikkoaspis sasae är en insektsart som först beskrevs av Takahashi 1936.  Nikkoaspis sasae ingår i släktet Nikkoaspis och familjen pansarsköldlöss. Inga underarter finns listade i Catalogue of Life.